# Муравьёво (Сахалинская область)
Муравьёво — село в Корсаковском городском округе Сахалинской области России, в 42 км от районного центра.
Расположено на юго-восточном берегу пролива Шишкевича, соединяющего залив Анива и лагуну Буссе.

## История
Посёлок основан 20 июля 1867 году ротой 4-го Восточно-Сибирского линейного батальона как военный пост для воспрепятствования высадке на Сахалин отрядов иностранных захватчиков. Первое русское поселение было основано на восточном берегу лагуны, в устье реки Шишкевича (ныне Шешкевича), силами 130 русских солдат под командованием подпоручика В. К. Швана под названием «Муравьевский пост на Буссе». В этом месте уже находилось айнское селение Поропетункотан. Новый посёлок был назван в честь сибирского генерал-губернатора Н. Н. Муравьёва-Амурского.
Новый пост Муравьёвский стал главным опорным пунктом русских на Сахалине и одним из крупнейших населённых пунктов острова. Общий состав команды был не менее 300 человек. Службу на посту несла стрелковая рота численностью 146 солдат, здесь же размещался штаб батальона и рядовые интендантского ведомства. По свидетельству В. К. Швана место для размещения поста было выбрано заболоченное, которое пришлось осушать, копая дренажные канавы до самого закрытия поста в 1875 году.
В 1871 году в Муравьёвский прибыл агроном, коллежский асессор М. С. Мицуль. По его данным, близ устья бухты Буссе (то есть непосредственно на территории современного села Муравьёво) существовал магазин интендантского ведомства, связанный шоссейной дорогой с основными зданиями поста (в устье реки Шешковича).
В 1875 году с «сидением на болоте» было покончено, пост сняли, а личный состав перевели в Корсаковский пост.
После с 1905 года на месте основных построек поста в устье реки Шешкевича располагалось японское селение Марауэфусики («Муравьёвский» в японском произношении).
В период японского владения Сахалином до 1945 года айнское первопоселение Тообучи в устье бухты Буссе относилось к губернаторству Карафуто и называлось Тобути (яп. 遠淵).
15 октября 1947 года советскими властями в лагуне была возрождена дояпонская русская топонимика, которую воспринял находящийся на входе в лагуну поселок Тобути.
Постановлением Администрации Сахалинской области от 26.04.2004 № 50-па посёлок Муравьёво преобразован в село Муравьёво.

## Население
| 1925 | 1935  | 2002 | 2010 | 2013 | 2021 |
| ---- | ----- | ---- | ---- | ---- | ---- |
| 1076 | ↗2509 | ↘2   | ↘1   | →1   | →1   |